# Colostethus poecilonotus
Colostethus poecilonotus là một loài ếch thuộc họ Dendrobatidae.
Đây là loài đặc hữu của Peru.
Môi trường sống tự nhiên của chúng là rừng ẩm vùng đất thấp nhiệt đới hoặc cận nhiệt đới và sông ngòi.
Chúng hiện đang bị đe dọa vì mất môi trường sống.